# Live At Home
Live At Home е първият концертен албум издаден през 2002 г. където Никълбек пеят в родна Канада по време на турнето си на албума Silver Side Up.

## Песни
1. Woke Up This Morning 3:50
2. One Last Run 3:28
3. Too Bad 3:52
4. Breathe 3:58
5. Hollywood 3:04
6. Hangnail 3:54
7. Worthy To Say 4:05
8. Never Again 4:20
9. Old Enough 2:45
10. Where Do I Hide 3:38
11. It Ain't Like That (Дует с Джери Кантрел) (Alice In Chains Кавър) 4:38
12. Leader Of Men 3:30
13. Mistake (Big Wreck Кавър) 5:11
14. How You Remind Me 3:43